# Villemomble Handball
Villemomble Handball (VHB) est un club français de handball issu en 1997 de la fusion entre deux clubs de la ville, le Villemomble Sports (club historique du handball français) et la Jeanne d'Arc de Villemomble (JADV). Le président du club depuis 2007 est Didier Romoli.
Pour la saison 2020-2021, la section masculine évolue en Nationale 2 et la section féminine en Nationale 2 également.

## Historique

### Villemomble Sports
En 1941, des soldats allemands pratiquent sur le terrain du stade de Villemomble un sport inconnu en France, le handball à onze, dont les règles sont pratiquement identiques à celles du football, à savoir une équipe de 11 joueurs jouant sur un terrain de foot et dont l’objectif est de marquer à la main le plus de buts possibles dans « la cage » de l’adversaire. Raymond Hoinant, villemomblois depuis 1921, moniteur de sports, responsable de l'athlétisme à Villemomble Sports et joueur confirmé de basket-ball puis directeur sportif à partir de 1932 de cette section propose à Monsieur Claude Ripert, Maire de Villemomble et président de l'association, de créer une section de handball,. Raymond Hoinant participe également à la création de la Fédération française de handball en 1941.
Si les deux premiers capitaines, Robert Hébert et Henri Girard, sont tués avant la fin de la guerre, Villemomble est dès 1943 champion de France de la zone occupée et finaliste de la coupe de France. Deux ans plus tard, c'est la consécration avec la victoire Coupe de France (victoire 9 à 7 face à Asnières devant les 15 000 spectateurs du Parc des Princes) puis 15 jours plus tard la victoire en finale du Championnat de France à St-Ouen face au PUC. Toujours dirigé par Raymond Hoinant, le club s'impose comme le berceau du handball en France et voit émerger de brillants joueurs internationaux tels que Michel Rochepierre (gardien de but), Marcel Gaudion (capitaine de l’équipe de France), Jean-Claude Hoinant (dit « Caco », fils de Raymond Hoinant), André Sannier et « le grand Chasta », Maurice Chastanier, joueur d’exception, l'un des meilleurs joueurs européen de l'époque. Ainsi, Rochepierre et Coilot participent au Championnat du monde à onze en 1948, Chastanier et Gaudion au Championnat du monde 1954 et Jean-Claude Hoinant au Championnat du monde 1964 en tant que joueurs à Villemomble Sports.
Durant les années 1940 et 1950, l'équipe de handball de Villemomble portent leur total à sept coupes de France et deux championnats de France en handball à onze. En 1953, il a remporté la première édition du Championnat de France à 7. Mais la commune ne possède pas de salle, si bien que le club ne parvient pas à maintenir sa domination sur le handball français.
Après un passage d'une saison lors du Championnat de France 1969-1970, le Villemomble Sports fait son retour au premier plan à la fin des années 1970 en atteignant la finale de la deuxième Coupe de France en 1976 puis en étant promu dans le Championnat de France 1977-1978. Mais le club est relégué dès sa première saison et reproduit le même schéma lors de la saison 1979-1980.

### Jeanne d'Arc de Villemomble
Créé en 1915, le patronage omnisports de la Jeanne d'Arc de Villemomble s'est peu à peu transformé pour ne rester, en 1955, qu'un club essentiellement tourné vers le handball, dans l'ombre des voisins de Villemomble Sports évoluant alors parmi l'élite.
Forte de plus de 200 licenciés, la JAD Villemomble finit par accéder à la Nationale III en 1975. Ce sera son chant du cygne. La chute sera brutale et conduira le club au fin fond du championnat départemental. Remontée en excellence régionale en 1985, elle incitera ses dirigeants à déterminer une stratégie visant à conduire l'équipe fanion au plus haut niveau. Grâce notamment aux anciens internationaux Sylvain Nouet et Marc Mejean, la saison 1988-1989 voit la JAD Villemomble remporter dix-neuf des vingt-deux rencontres dans sa poule, et gagner brillamment son billet d'accession à la Nationale II.
Ainsi, pour la saison 1989-1990, le club compte environ 200 licenciés, dont 50 féminines, et possède un budget d'environ 700 000 FRF, dont 246 000 FRF de la municipalité. Dans le même temps, Sylvain Nouet, entraîneur de 1986 à 1989 et futur adjoint de Claude Onesta en équipe de France, est remplacé par le Polonais Wojciech Nowiński (pl), jusqu'alors entraîneur de l'ACBB.
La Jeanne d'Arc de Villemomble est elle promue en Championnat de France de Nationale 1B (actuelle D2) en 1992 avant d'être relégué en 1995, victime d'une profonde refonte du championnat qui voit ainsi 20 de ses 36 clubs être relégués.

### Villemomble Handball
En 1997, la fusion est réalisée entre deux clubs de la ville. En 1998, le Villemomble Handball retrouve le Championnat de France de D2. Après une cinquième place en 2001, le Villemomble Handball termine dernier de la saison 2001-2002 et est relégué en Championnat de France de Nationale 1.

## Palmarès
Handball à onze
- Vainqueur du Championnat de France : (2) : 1945 et 1949
- Vainqueur du Championnat de Paris : (2) : 1947, 1948[8]...
- Vainqueur de la Coupe de France (7) : 1945, 1946, 1949, 1950, 1951, 1952, 1953

Handball à sept
- Vainqueur du Championnat de France (1) en 1953
- Vainqueur du Championnat de France de D2 (1) en 1958[9]
- finaliste de la Coupe de France en 1976

## Repères historiques
- 1952 : sixième victoire en Coupe de France à onze[10],[11]
- 1953 : vainqueur de la première édition du Championnat de France à 7
- 1976 : finaliste de la Coupe de France
- 1977 : retour en Championnat de France
- 1980 : le Villemomble Sports quitte définitivement le Championnat de France
- 1997 : fusion entre deux clubs de la ville, le Villemomble Sports (VS) et la Jeanne d'Arc de Villemomble (JADV)
- 1998 : montée en Division 2
- 2002 : descente en Nationale 1.
- 2005 : Descente en Nationale 2.
- 2007 : Descente en Nationale 3.
- 2017 : Montée en Nationale 2.

## Personnalités liées au club
- Villemomble Sports
  - Maurice Chastanier : joueur international dans les années 1950-1960
  - Marcel Gaudion : joueur international dans les années 1950-1960
  - Jean-Claude Hoinant : joueur international dans les années 1960
  - Raymond Hoinant : fondateur du club en 1941, entraîneur dans les années 1940 et 1950
  - Michel Rochepierre : gardien de but international dans les années 1950-1960
- Jeanne-d'Arc de Villemomble
  - Éric Cailleaux : joueur de 1993 à 1995
  - Marc Mejean : joueur à la fin des années 1980
  - Sylvain Nouet : entraîneur(-joueur) de 1986 à 1989
  -  Wojciech Nowiński (pl) : entraîneur à partir de 1989
- Villemomble Handball
  - Allison Pineau : joueuse formée au club de 2003 à 2006